# Katie Morgan
Sarah Lyn Crowley més coneguda com a Katie Morgan (nascuda el 17 de març de 1980, a Los Angeles, Califòrnia) és una actriu porno nord-americana, model i locutora de ràdio.

## Biografia
Katie va créixer a Califòrnia. Va rebre educació escolar a casa pels seus pares. Els seus pares eren molt conservadors i religiosos.

### Carrera com a actriu porno
Katie va entrar en la indústria del porno com a mitjà per pagar la fiança i obtenir la llibertat provisional després de ser detinguda per transportar més de 100 lliures (45,35 kg. aprox.) de marihuana de Mèxic als Estats Units l'any 2000. La seva primera escena va ser en el film Dirty Debutants 197.
Va destacar en la producció de la HBO A Real Sex Xtra: Pornucopia – Going Down in the Valley, Katie Morgan on Sex Toys, i Katie Morgan: Porn 101, i el documental de la HBO Katie Morgan: A Porn Star Revealed, en la qual reconeix haver escollit el cognom artístic Morgan com la marca de rom Captain Morgan i el nom Katie en record del nom de pila de Scarlett O’Hara personatge de la novel·la Allò que el vent s'endugué.
En el documental, Morgan va explicar que el seu CI és 165, un nivell equiparable al d'un geni.
Ha estat entrevistada en diverses emissores de ràdio FM i en programes de Sirius Satellite Radio, recentment en sobre King Dubti, The Mike Church Show.
Durant diversos anys ha codirigit The Wanker Xou amb Wankus una ràdio d'internet de contingut per a adults de la companyia Ksexradio.com.
Ha confessat la seva preferència per penis amb una longitud de 5,8 plz (14,7 cm aprox).
Katie ha estat nominada per AVN en els premi a la Starlet de l'Any.
Recentment va ser votada com la vuitena actriu porno més popular en un rànquing de les 100 pornostars més importants segons Genesis Magazine.

## Premis
- 2004 Premi XRCO en la categoria Unsung Siren.[6]
- 2009 Premi AVN The Jenna Jameson Crossover Star Of The Year[7]

## Filmografia parcial[calcitació]
- Ashlynn Goes to College #2 (2008)
- Zack and Miri Make a Porno (2008)
- Another Man's Wife (2007)
- Busty Beauties 20 (2006)
- McKenzie Made (2006)
- Get Luckyer (2006)
- Ballistic Blondes (2006)
- Sophia's All Girl Violation (2006)
- Supernatural (2006)
- Angry Housewives (2005)
- Camp Cuddly Pines: Powertool Massacre (2005)
- The End Game (2005)
- Dirty Little Devils 1 (2004)
- Dirty Little Devils 1 (2004)
- Whore of the Rings 2 (2003)
- Space Nuts (2003)
- Babysitter 10 (2002)
- Extreme Teen 17 (2001)
- Grrl Power! 9 (2001)